# آپومرفین
آپومرفین (به انگلیسی: Apomorphine)
- گروه دارویی: استفراغ آور، آگونیست دوپامین
- گروه شیمیایی دارو: نمک آلکالوئید نیمه مصنوعی

## موارد مصرف
- در مسمومیت
- مصرف مقدار بیش از حد دارو که فوراً نیاز به ایجاد استفراغ وجود دارد (۱۵-۱۰)دقیقه تقریباً در ۱۰۰درصد موارد مؤثر است.[۱] این دارو اخیراً در درمان اختلالات جنسی ، پارکینسون و الکلیسم نیز استفاده شده‌است.

## مکانیسم اثر
در ابتدا مرکز کمورسپتور در CTZ را تحریک کرده و از آنجا بر مرکز استفراغ اثر می‌گذارد. این دارو آگونیست اغلب گیرنده‌های دوپامین ، سروتونین و آلفا آدرنرژیک می‌باشد.